# Pavetta madrassica
Pavetta madrassica är en måreväxtart som beskrevs av Cornelis Eliza Bertus Bremekamp. Pavetta madrassica ingår i släktet Pavetta och familjen måreväxter. Inga underarter finns listade i Catalogue of Life.